# All the Best Cowboys Have Chinese Eyes
All the Best Cowboys Have Chinese Eyes è il terzo album in studio da solista del musicista britannico Pete Townshend, noto come chitarrista del gruppo The Who. Il disco è stato pubblicato nel 1982.

## Tracce
1. Stop Hurting People – 3:55
2. The Sea Refuses No River – 5:53
3. Prelude – 1:31
4. Face Dances, Pt. 2 – 3:24
5. Exquisitely Bored – 3:41
6. Communication – 3:19
7. Stardom in Acton – 3:42
8. Uniforms (Corp d'Esprit) – 3:42
9. North Country Girl – 2:27
10. Somebody Saved Me – 4:51
11. Slit Skirts – 4:54

## Formazione
- Pete Townshend - voce, chitarre, tastiere, sintetizzatori
- Virginia Astley - piano
- Tony Butler - basso
- Peter Hope-Evans - armonica
- Mark Brzezicki - batteria
- Simon Phillips - batteria
- Jody Linscott - percussioni
- Chris Stainton - tastiere
- Poli Palmer - percussioni
- John Lewis - sintetizzatori